# Irapuan Costa Júnior
Irapuan Costa Júnior (Goiânia,  23 de dezembro de 1937) é um engenheiro e político brasileiro filiado ao Movimento Democrático Brasileiro (MDB). Criou o DAIA em Anápolis em seu mandato.

## Biografia
Formado em Engenharia Civil pela Universidade Federal do Rio de Janeiro, cursou Física Atômica e Nuclear pela mesma Universidade. Foi professor da Escola de Engenharia da Universidade Federal de Goiás.
Foi prefeito da cidade de Anápolis e deputado federal. Como senador por Goiás, participou da Assembleia Nacional Constituinte de 1987.
Foi governador de Goiás, de 15 de março de 1975 a 5 de janeiro de 1979 e de 15 de janeiro a 15 de março de 1979. Também foi prefeito de Anápolis entre 1973 e 1974, deputado federal de 1983 a 1987 e senador de 1987 a 1995.
Foi casado com a senadora goiana Lúcia Vânia, com quem teve três filhos.